# Bakırköyspor
Bakırköyspor ist ein türkischer Fußballverein aus der Stadt İstanbul. Die Vereinsfarben sind Grün und Schwarz. Die Spiele werden im Şenlikköy-Stadion ausgetragen, in dem 8.000 Zuschauer Platz finden. Der Verein spielte in den 1980er und 1990er Jahren insgesamt drei Spielzeiten in der Süper Lig und befindet sich in deren ewigen Tabelle auf dem 54. Platz. Neben Fußball unterhält bzw. unterhielt der Verein die Sportabteilungen Basketball, Volleyball und Tennis.

## Geschichte

### Gründung
Der Verein wurde im Jahre 1949 in Bakırköy als Sportverein gegründet. Neben Fußball unterhielt der Verein noch die Abteilungen Basketball, Volleyball und Tennis.

### Einstieg in den Profifußball
Nachdem zum Sommer 1980 der türkische Profifußball von bisher drei auf lediglich zwei Profiligen reduziert worden war, wurde 1984 auf Direktive des damaligen Staatspräsidenten Turgut Özal die dritthöchste professionelle Fußballliga, die 3. Lig, mit heutigem Namen TFF 2. Lig, wieder eingeführt. Darüber hinaus wurde verkündet, dass man nach Erfüllung bestimmter Auflagen und Bedingungen eine Ligateilnahme beantragen könne. Um die Stadtentwicklung voranzutreiben, bemühten sich mehrere Stadtnotabeln darum, die Auflagen zu erfüllen. So wurde eine freie Fläche provisorisch zum Fußballstadion umfunktioniert. Nachdem man die Auflagen erfüllt hatte, bestätigte der türkische Fußballverband die Teilnahme. So nahm Bakırköyspor in der Spielzeit 1984/85 an der wiedereingeführten 3. Lig teil. Bereits zur ersten Saison erreichte der Verein die Meisterschaft der 3. Lig und stieg zum ersten Mal in der Vereinsgeschichte in die zweithöchste türkische Spielklasse, damals als 2. Lig bezeichnet, auf.

## Ligazugehörigkeit
- 1. Liga: 1990–1993
- 2. Liga: 1985–1990, 1993–2001
- 3. Liga: 1984–1985
- 4. Liga: 2001–2007
- Regionale Amateurliga: seit 2007

## Rekordspieler
| Rang                 | Name              | Einsätze | Zeitraum  |
| -------------------- | ----------------- | -------- | --------- |
| 01.                  | Fuat Buruk        | 83       | 1990–1993 |
| 02.                  | Tevfik Saygılı    | 81       | 1990–1993 |
| 03.                  | Mücahit Yalçıntaş | 77       | 1990–1993 |
| 04.                  | Zafer Tüzün       | 76       | 1990–1993 |
| 05.                  | Ahmet Kanca       | 74       | 1990–1993 |
| 06.                  | Mehmet Hacıoğlu   | 71       | 1990–1993 |
| 07.                  | Akif Ekmekçi      | 69       | 1990–1993 |
| 08.                  | Michael Kraft     | 74       | 1990–1993 |
| 09.                  | Orhan Atik        | 60       | 1990–1993 |
| 10.                  | Ahmet Kilimcioğlu | 56       | 1990–1993 |
| Stand: 25. März 2016 |                   |          |           |

| Rang                 | Name                  | Tor | Einsätze | Tor/Spiel |
| -------------------- | --------------------- | --- | -------- | --------- |
| 01.                  | Zafer Tüzün           | 29  | 76       | 0,38      |
| 02.                  | Jarosław Araszkiewicz | 19  | 50       | 0,38      |
| 03.                  | Piotr Nowak           | 17  | 54       | 0,31      |
| 04.                  | Hasan Vezir           | 13  | 49       | 0,27      |
| 05.                  | Ahmet Kanca           | 8   | 74       | 0,11      |
| 06.                  | Mustafa Arabacıbaşı   | 5   | 53       | 0,09      |
| 06.                  | Tevfik Saygılı        | 5   | 81       | 0,06      |
| 06.                  | Fuat Buruk            | 5   | 83       | 0,06      |
| 07.                  | Feyzullah Küçük       | 3   | 17       | 0,18      |
| 07.                  | Sancar Biçikçi        | 3   | 16       | 0,19      |
| Stand: 24. März 2016 |                       |     |          |           |

## Bekannte ehemalige Spieler
| - Fatih Akyel - İskender Alın - Mustafa Arabacıbaşı - Jarosław Araszkiewicz - Orhan Atik - Abdullah Avcı - Sancar Biçikçi - Zafer Bilgetay - Çağlar Birinci - Nezih Ali Boloğlu - Fuat Buruk | - Akif Ekmekçi - Emre Güngör - Mehmet Hacıoğlu - Ahmet Kanca - Ömer Kaner - Ahmet Kilimcioğlu - Uğur Kiremitçi - Michael Kraft - Feyzullah Küçük - Piotr Nowak - Ergun Ortakçı | - Xhevat Prekazi - Iosif Rotariu - Tevfik Saygılı - Soner Tolungüç - Armağan Turhan - Zafer Tüzün - Orkun Uşak - Hasan Vezir - Mücahit Yalçıntaş - Aykut Yiğit - Kemal Yıldırım |

## Ehemalige Trainer (Auswahl)
- Todor Veselinović (September 1991 – November 1991)
- Aydın Güleş (August 1996 – September 1996)